# Anerley (stacja kolejowa)
Anerley – stacja kolejowa w Londynie, na terenie London Borough of Bromley, zarządzana przez London Overground jako część East London Line, ponadto obsługiwana również przez Southern w ramach kursów po Brighton Main Line. W roku statystycznym 2007/8 skorzystało z niej ok. 400 tysięcy pasażerów.